# Ernst Kühl
Ernst Kühl (24 de octubre de 1888 - 2 de febrero de 1972) fue un oficial alemán en la Luftwaffe durante la II Guerra Mundial. Fue condecorado con la Cruz de Caballero de la Cruz de Hierro con Hojas de Roble de la Alemania Nazi.

## Condecoraciones
- Broche de la Cruz de Hierro (1939) 2.ª Clase (1939) & 1.ª Clase (1940)[1]
- Cruz Alemana en Oro el 21 de agosto de 1942 como Oberstleutnant en el II./Kampfgeschwader 55[2]
- Cruz de Caballero de la Cruz de Hierro con Hojas de Roble
  - Cruz de Caballero el 17 de octubre de 1942 como Oberstleutnant en la Reserva y Geschwaderkommodore del Kampfgeschwader 55[3]
  - 356.ª Hojas de Roble el 18 de diciembre de 1943 como Oberst de la Reserva y Geschwaderkommodore del Kampfgeschwader 55 "Greif"[4]